# Ондржей Кушнір
Ондржей Кушнір (чеськ. Ondřej Kušnír, нар. 5 квітня 1984, Острава) — чеський футболіст, що грав на позиції захисника. Виступав за низку чеських і закордонних клубів, а також національну збірну Чехії. Чемпіон Чехії.

## Клубна кар'єра
У професійному футболі Ондржей Кушнір дебютував 2002 року виступами за команду «Вітковиці», в якій грав до 2006 року, взявши участь у 60 матчах чемпіонату. Протягом 2006—2008 років футболіст захищав кольори клубу «Вікторія» (Жижков).
У 2008 році Кушнір перейшов до складу клубу «Спарта» (Прага), в якому грав до 2012 року. У складі празької команди в сезоні 2009—2010 років виборов титул чемпіона Чехії.
У 2012 році футболіст перейшов до складу команди «Слован», у якій грав до 2014 року. У 2014 році чеський захисник перейшов до казахського клубу «Тобол» (Костанай), проте вже наступного року повернувся на батьківщину до клубу «Сігма» (Оломоуць). У 2015—2016 роках Кушнір грав у румунському клубі «Рапід» (Бухарест). У 2016—2018 роках чеський футболіст грав на батьківщині в клубі «Дукла» (Прага). У 2018 році гравець перейшов до клубу «Тржинець», де грав до 2020 року. З 2020 року Кушнір грає в нижчоліговій чеській команді «Славой» (Брунталь).

## Виступи за збірну
У 2010 році Ондржей Кушнір дебютував у складі національної збірної Чехії. У складі збірної футболіст грав до 2011 року, загалом зіграв у її складі 4 матчі, в яких забитими голами не відзначився.

## Титули і досягнення
- Чемпіон Чехії (1):

«Спарта» (Прага): 2009–2010